# Anisopodus andicola
Anisopodus andicola là một loài bọ cánh cứng trong họ Cerambycidae.